# Renault Type AI

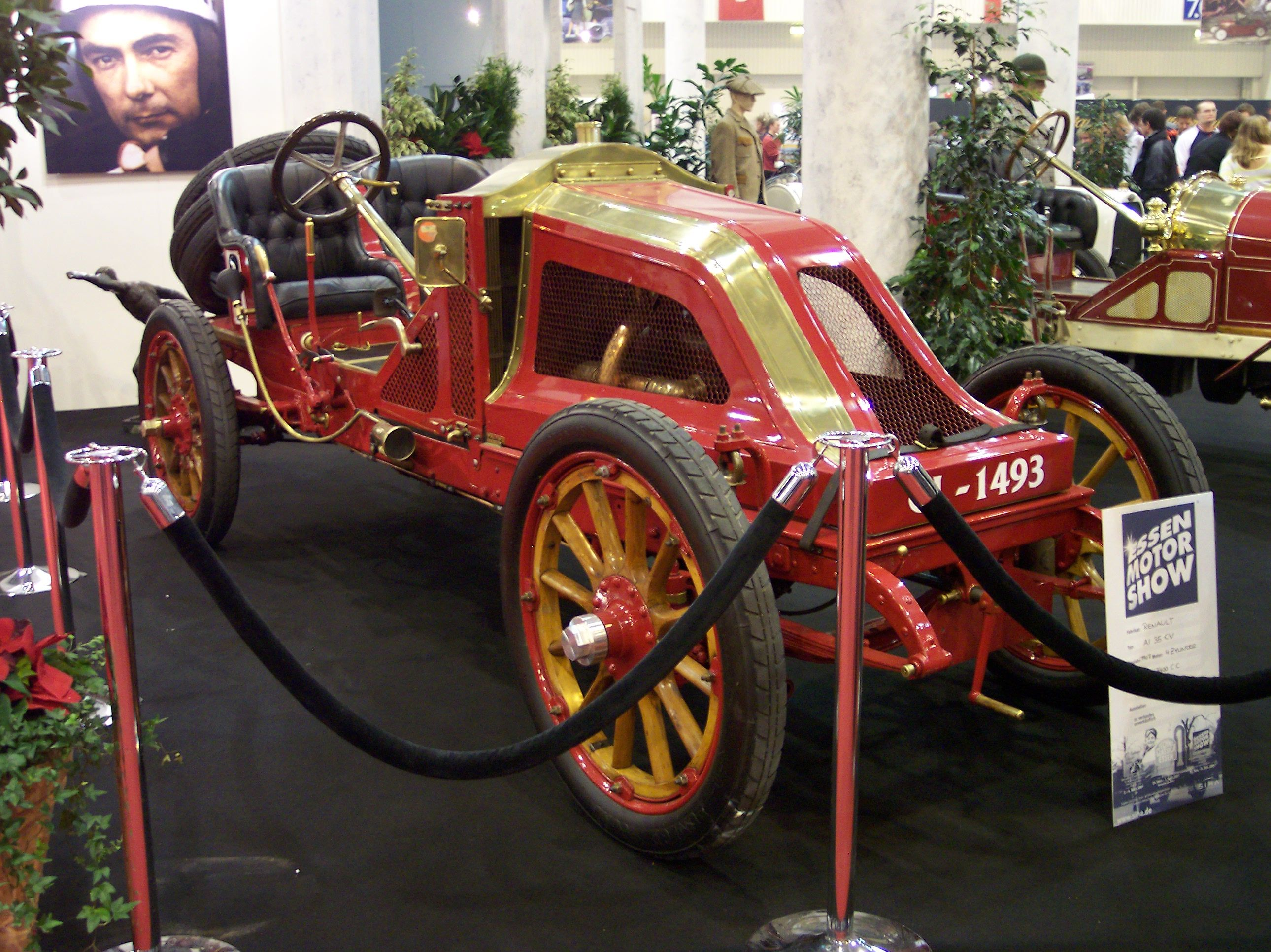
Sportausführung

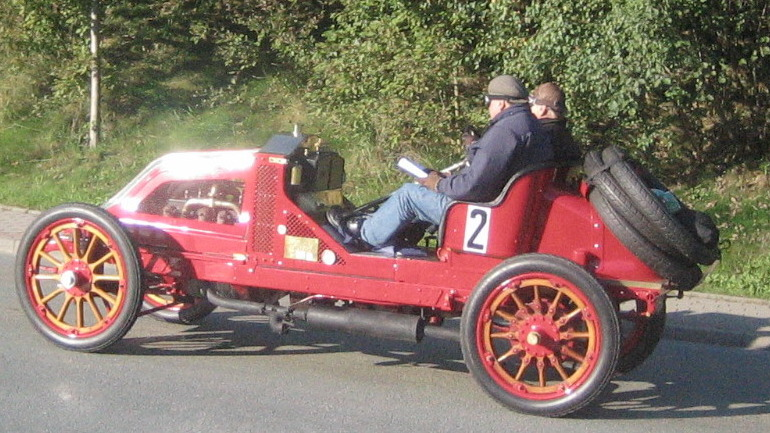
Sportausführung

Der Renault Type AI war ein frühes Personenkraftwagenmodell von Renault. Er wurde auch 35 CV bzw. ab 1909 35/45 CV genannt.

## Beschreibung
Renault präsentierte das Fahrzeug auf dem Pariser Automobilsalon im Dezember 1905. Die nationale Zulassungsbehörde erteilte am 16. Juni 1906 seine Zulassung. Es war das erste Oberklassefahrzeug von Renault und hatte somit keinen Vorgänger. Type AI (c) und AI (d) waren Varianten. Die Produktion lief bis 1910. Abwandlungen stellten der Renault Type AO und der Rennwagen Renault Type AT dar. Der Nachfolger Renault Type CF erschien 1911.
Ein wassergekühlter Vierzylindermotor mit 130 mm Bohrung und 140 mm Hub leistete aus 7433 cm³ Hubraum 30 bis 40 PS. Die Motorleistung wurde über eine Kardanwelle an die Hinterachse geleitet. Die Höchstgeschwindigkeit war je nach Übersetzung mit 73 km/h bis 86 km/h bzw. 95 km/h bis 100 km/h für die Varianten Type AI (c) und AI (d) angegeben.

### Renault Type AI
Dieses Standardmodell war während der gesamten Zeit in Produktion. Bei einem Radstand von 335,5 cm und einer Spurweite von 140 cm war das Fahrzeug 454,5 cm lang und 169 cm breit. 1910 stieg die Länge auf 464,5 cm. Das Fahrgestell wog 1000 kg, das Komplettfahrzeug 1800 kg. Zur Wahl standen Doppelphaeton, Tourenwagen, Limousine, Phaeton und Landaulet. Ein etwas größeres Fahrgestell mit 358,5 cm Radstand und 145 cm Spurweite sorgte für eine Fahrzeuglänge von 477,5 cm und eine Fahrzeugbreite von 178,6 cm. Das Fahrzeuggewicht betrug dann 2000 kg.

### Renault Type AI (c)
Diese leichte und gleichzeitig etwas sportlichere Variante erhielt am 16. Juli 1907 seine Zulassung. Bei einem Radstand von 328 cm war das Fahrzeug 440 cm lang und 165 cm breit. Es wog nur 1750 kg. Die Karosserieformen Doppelphaeton und Phaeton sind überliefert.
Der Sportwagen mit dem britischen Kennzeichen CL 1493 existiert noch heute. Sein Motor leistet 42 PS oder 60 PS. Das Auktionshaus Brooks bot dieses Fahrzeug am 22. Juli 1992 auf einer Auktion an und erwartete einen Preis von 180.000 bis 240.000 Pfund, verkaufte das Fahrzeug allerdings nicht.

### Renault Type AI (d)
Diese Variante löste am 3. Juni 1908, als sie die Zulassung erhielt, den Type AI (c) ab und blieb bis 1910 im Programm. Bei einem Radstand von 328 cm und einer Spurweite von 126 cm war das Fahrzeug 431 cm lang und 156 cm breit. 1910 stieg die Fahrzeuglänge auf 443,5 cm. Zur Wahl standen Phaeton mit Notsitz, Doppelphaeton, Roadster, Tourenwagen und Limousine.